# Quentin Valognes
Pour les articles homonymes, voir Valognes (homonymie).
Quentin Valognes, né le 19 juin 1996 à Caen, est un coureur cycliste français, professionnel en 2017 et 2018 au sein de l'équipe Novo Nordisk.

## Biographie
Diagnostiqué diabètique de type 1 à l'âge de 6 ans, Quentin Valognes intègre, en 2013 l'équipe juniors de la formation professionnelle Novo Nordisk. 
En 2014, il remporte, au sprint, deux étapes du Tour de l'Abitibi, manche de la Coupe des Nations Juniors. En 2016, pour sa deuxième saison dans la catégorie espoirs, il parvient à décrocher plusieurs Top 10, comme une 9e place sur le Grand Prix ISD, en Ukraine ce qui lui permet d'être stagiaire au sein de l'équipe professionnelle Novo Nordisk pour la fin de saison. Il fait ses débuts lors du Grand Prix de Zottegem, remporté par Tim Merlier et qu'il ne termine pas. Il participe ensuite à de nombreuses courses en Asie comme le Tour de Hainan ou le Tour du lac Taihu et obtient son meilleur résultat lors du Tour of Yancheng Coastal Wetlands, qu'il termine à la 9e place. 
Il signe, à l'issue de cette saison, son premier contrat professionnel au sein de la formation Novo Nordisk.
Lors du Dubaï Tour 2018 il remporte le classement des sprints intermédiaires.  
Il passe deux saisons chez Novo Nordisk. En novembre 2018, il annonce qu'il arrête sa carrière à l'issue de l'année.
Quentin Valognes est également l'auteur du livre Diab un ami pour la vie dans lequel il raconte son parcours et ses rêves,.

## Palmarès sur route
- 2014[7]
  - 5e et 6e étapes du Tour de l'Abitibi

## Palmarès sur piste
- 2014
  - 3e du championnat de France de keirin juniors